# Śmigiel (gmina)
Śmigiel est une gmina mixte du powiat de Kościan, Grande-Pologne, dans le centre-ouest de la Pologne. Son siège est la ville de Śmigiel, qui se situe environ 13 km au sud-ouest de Kościan et 52 km au sud*ouest de la capitale régionale Poznań.
La gmina couvre une superficie de 189,77 km2 pour une population de 17 647 habitants en 2011.

## Géographie

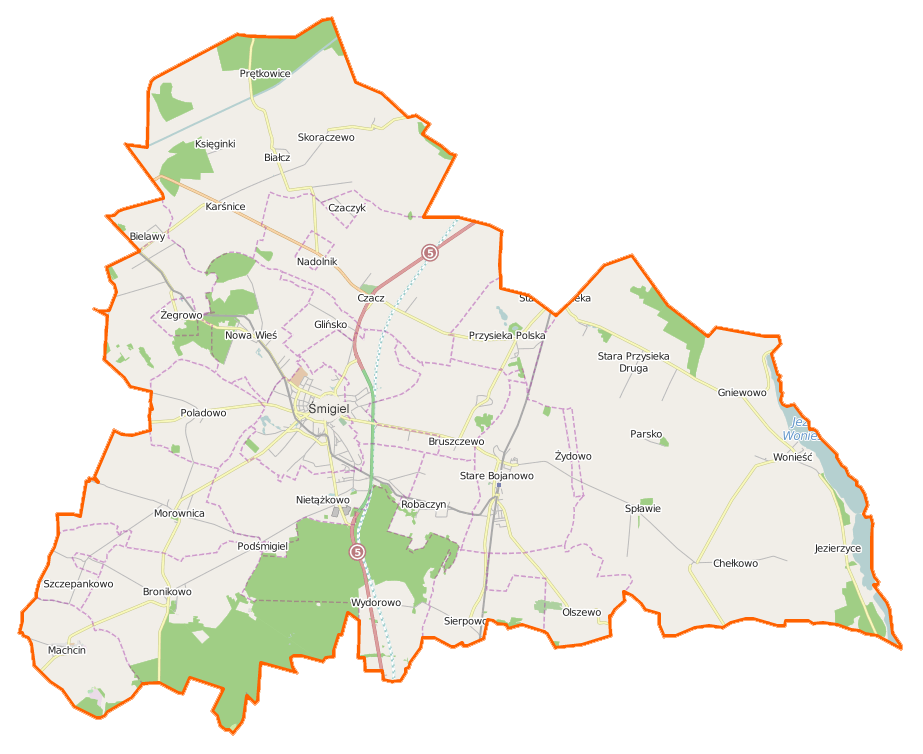
Plan de la gmina.

Outre la ville de Śmigiel, la gmina inclut les villages de:
- Bielawy
- Bronikowo
- Brońsko
- Bruszczewo
- Chełkowo
- Czacz
- Czaczyk
- Glińsko
- Gniewowo
- Jezierzyce
- Karmin
- Karśnice
- Koszanowo
- Księginki
- Machcin
- Morownica
- Nietążkowo
- Nowa Wieś
- Nowe Szczepankowo
- Nowy Białcz
- Olszewo
- Parsko
- Poladowo
- Przysieka Polska
- Robaczyn
- Sierpowo
- Spławie
- Stara Przysieka Druga
- Stara Przysieka Pierwsza
- Stare Bojanowo
- Stary Białcz
- Wonieść
- Wydorowo
- Zygmuntowo
- Żegrowo
- Żegrówko
- Żydowo

### Gminy voisines
La gmina de Śmigiel est bordée des gminy de :
- Kamieniec
- Kościan
- Krzywiń
- Lipno
- Osieczna
- Przemęt
- Wielichowo
- Włoszakowice

## Structure du terrain
D'après les données de 2002 la superficie de la commune de Śmigiel est de 189,89 km², répartis comme tel :
- terres agricoles : 76 %
- forêts : 14 %

La commune représente 26,28 % de la superficie du powiat.

## Démographie
Données du 31 décembre 2009 :
| Description        | Total  | Total | Femmes | Femmes | Hommes | Hommes |
| ------------------ | ------ | ----- | ------ | ------ | ------ | ------ |
| Unité              | Nombre | %     | Nombre | %      | Nombre | %      |
| population         | 17 543 | 100   | 8 869  | 50,6   | 8 674  | 49,4   |
| Densité (hab./km²) | 92     | 92    | 46,5   | 46,5   | 45,5   | 45,5   |